# Al-Uzza Undae
Al-Uzza Undae zijn golvende formaties op de planeet Venus. De Al-Uzza Undae werden in 1994 genoemd naar Al-Uzza, een Arabische woestijngodin.
De undae hebben een diameter van 150 kilometer en bevinden zich in het quadrangle Meskhent Tessera (V-3).